# Air Transport International
Air Transport International LLC es una aerolínea estadounidense con sede en Irving, Texas. Opera servicios de carga en todo el mundo para la industria de paquetería express, así como para el Departamento de Defensa de los Estados Unidos y la industria automotriz. Su base principal está en el Airborne Airpark de Wilmington, Ohio. Es parte de Air Transport Services Group (NASDAQ: ATSG).

## Flota

### Flota Actual
La flota de Air Transport International incluye las siguientes aeronaves, con una edad media de 30.4 años (a mayo de 2023):
| Aeronave         | En servicio | Notas |
| ---------------- | ----------- | ----- |
| Boeing 757-200   | 4           |       |
| Boeing 767-200SF | 7           |       |
| Boeing 767-300SF | 40          |       |
| Total            | 51          |       |

## Accidentes
- El Vuelo 782 de Air Transport International fue un vuelo en ferry desde el Aeropuerto Internacional de Kansas City en Missouri,  hasta el Aeropuerto Metropolitano de Westover, Estados Unidos utilizando un Douglas DC-8-63. El 16 de febrero de 1995, la aeronave no pudo despegar de Kansas City, se salió de la pista y se estrelló. Los tres miembros de la tripulación de vuelo murieron,[5] el accidente se debió al error de los pilotos al no seguir los procedimientos de despegue con solo 3 motores y la deficiencia de entrenamiento de la FAA.